# Стівен Гоукінз
Стівен Гоукінз (англ. Stephen Hawkins, 14 січня 1971) — австралійський академічний веслувальник.
Олімпійський чемпіон 1992 року в складі парної двійки.
Чемпіон світу 1991 року в складі парної четвірки легкої ваги, срібний призер 1993 року в одиночці легкої ваги, бронзовий призер 1990 року в складі парної четвірки легкої ваги.